# اختيار أمثلة
اختيار الأمثلة (Example Choice) هو أسلوب تعليم تم تطويره واستكشافه في جامعة برجن. ويتمثل الهدف الرئيسي في جعل الرياضيات وتدريس العلوم أكثر تشويقًا وصلة بالحياة اليومية للطلاب. وجدت إحدى الدراسات التي أجراها بيركينز (Perkins) وجراتني (Gratny) وآدمز (Adams) وفنكلستين (Finkelstein) وويمان (Wieman) أن الاهتمام بالفيزياء قد تراجع خلال دورة تمهيدية عن الميكانيكا القائمة على حساب التفاضل والتكامل امتدت على مدار فصل دراسي. فقد رصدت الدراسة أنه في حين أبدى 19% من الطلاب اهتمامًا متزايدًا بالفيزياء فقد أفاد 45% من الطلاب أن اهتمامهم بالفيزياء قد انخفض. وعندما زاد الاهتمام، كان السبب الرئيسي حسبما أفادت الدراسة هو أن الطلاب يرون أن هناك علاقة بين الفيزياء والعالم الحقيقي. ويهدف أسلوب اختيار الأمثلة إلى تسليط الضوء على العلاقة بين المبادئ الأساسية وأهميتها للحياة اليومية من أجل جعل التعليمات المدرسية تجربة ذات صلة بالنسبة للطفل، كما دعا جون ديوي (John Dewey) في كتابه «المدرسة والمجتمع» (School and Society). وبالنسبة له، فإن ربط المحتوى التعليمي بالحياة اليومية كان هو السبيل الشرعي الوحيد لجعل الأشياء مشوقة، كما ورد في مقالته «الاهتمام والجهد» (Interest and Effort)؛.
في التدريس التقليدي، غالبًا ما يتم تدريس المبادئ الأساسية (القوانين والمعادلات وإجراءات حل المشكلات) في الرياضيات والعلوم بشكل تجريدي وإيضاحها بعد ذلك بأمثلة. وعلى النقيض من ذلك، فإنه في أسلوب اختيار الأمثلة يتم إعطاء الطلاب مهام متعددة من الأمثلة التي يمكن حلها جميعًا باستخدام المبدأ الأساسي. وتنطبق الأمثلة على مواضيع مختلفة ويتم تعليم كل طالب اختيار المثال الأكثر تشويقًا. ويستخدم هذا المثال لتوضيح المبدأ الأساسي.
على سبيل المثال، عند تدريس موضوع الاحتمالية المشتركة لحدثين مستقلين، غالبًا ما يقوم المعلمون بشرح الإجراء المجرد (p1 * p2) أولاً وتوضيح هذا الإجراء بمثال (على سبيل المثال، رمي النرد مرتين). وفي أسلوب اختيار الأمثلة، على النقيض من ذلك، يقوم المعلمون أولاً بجمع أو إنشاء أمثلة من المواضيع التي من المحتمل أن تكون محل اهتمام طلاب الثانوية العامة، مثل التقاط الأمراض الوراثية أو منع الحمل أو الفوز بيانصيب من خطوتين لمقابلة الفنان المفضل للشخص. وبعد اختيار الطلاب للمثال الأكثر اهتمامًا لهم، يتم إعطاؤهم مسألة تتعلق بالمثال المختار يتعين عليهم حلها. وعقب محاولة الحل، سيتم شرح الاحتمالية المشتركة لحدثين مستقلين باستخدام المثال المختار. وقد يستخدم المعلمون بعد ذلك أمثلة أخرى من أجل تعميق فهم الاحتمالات المشتركة، على سبيل المثال عن طريق استخدام الأمثلة المضروبة.
ووجدت إحدى الدراسات أن أسلوب اختيار الأمثلة قد زاد من الاهتمام بتعلم المبدأ المجرد، وقضى المشاركون في الدراسة المزيد من الوقت في التعلم. وبعبارة أخرى، يصبح الطلاب في هذا الأسلوب هم منتجو التعلم.
من الصعب استخدام أسلوب اختيار الأمثلة في التعليم التقليدي نظرًا لأن المدرسين لا يعرفون غالبًا اهتمامات طلابهم. حتى لو أنهم يعرفون هذه الاهتمامات، سيحتاج المدرس إلى وقت كثير وجهد كبير لإيجاد أمثلة. ومع التقنيات الجديدة، يمكن للمعلمين والطلاب المساعدة في بناء قاعدة بيانات من الأمثلة التي يمكن للمستخدمين استردادها عندما يتعين تعلم مبدأ أساسي.
وقد تم إنشاء نسخة تجريبية من قاعدة بيانات الأمثلة، ExampleWiki، لتنفيذ مبادئ اختيار الأمثلة.

## وصلات خارجية
- ExampleWiki